# Adalberto Maria Merli
Adalberto Maria Merli (n. 14 ianuarie 1938, Roma, Regatul Italiei) este un actor și actor de voce italian. A apărut în 27 de filme de cinema și de televiziune începând din 1965.

## Biografie
Născut la Roma, Merli a avut primul rol în 1968 în serialul de televiziune RAI La freccia nera. După ce a avut un oarecare succes în televiziune în serialele Le terre di Sacramento și E le stelle stanno o guardare Merli și-a făcut debutul cinematografic în filmul La tecnica e il rito (1971) al lui Miklós Jancsó, apoi a devenit destul de activ în filme politice sau polițiste, jucând adesea roluri principale.
Merli este activ, de asemenea, ca actor de voce. El este cunoscut pentru că a dublat de-a lungul timpului vocile lui Clint Eastwood, Ed Harris, Robert Redford, Jack Nicholson, David Carradine, Brian Cox, Malcolm McDowell și Michael Caine în unele dintre filmele lor. În filmele de animație i-a dublat în limba italiană pe James P. Sullivan în Compania Monștrilor, pe Dl. Incredibil în Incredibilii, pe Spiritul Vestului în Rango și pe Pacha în Împăratul vrăjit.
El este tatăl actriței Euridice Axen.

## Filmografie

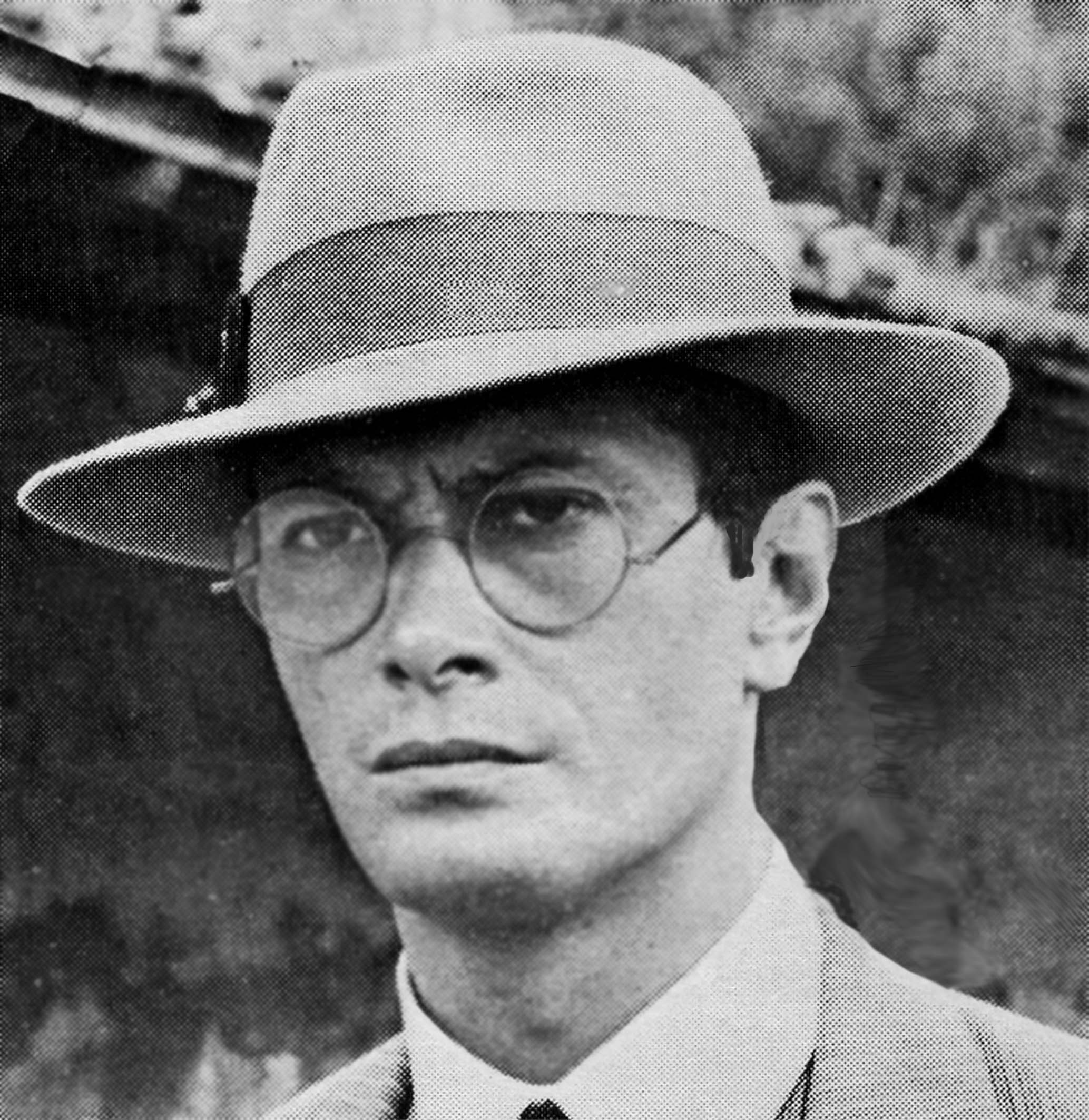
La villeggiatura (1973).

### Filme de cinema
- La tecnica e il rito, regie: Miklós Jancsó (1971)
- Il vero e il falso, regie: Eriprando Visconti (1972)
- La prima notte di quiete, regie: Valerio Zurlini (1972)
- Piedone - comisarul fără armă (Piedone lo sbirro), regie: Steno (1973)
- La villeggiatura, regie: Marco Leto (1973)
- Processo per direttissima, regie: Lucio De Caro (1974)
- Il poliziotto della brigata criminale, regie: Henri Verneuil (1975)
- La ragazza con gli stivali rossi, regie: Juan Bunuel (1975)
- Faccia di spia, regie: Giuseppe Ferrara (1975)
- Per questa notte, regie: Carlo Di Carlo (1977)
- La gang del parigino, regie: Jacques Deray (1977)
- Sciopèn, regie: Luciano Odorisio (1982)
- Cento giorni a Palermo, regie: Giuseppe Ferrara (1983)
- Speriamo che sia femmina, regie: Mario Monicelli (1985)
- Il colore della vittoria, regie: Vittorio De Sisti (1989)
- Segreto di Stato, regie: Giuseppe Ferrara (1994)
- Stupor Mundi, regie: Pasquale Squitieri (1997)
- La cena, regie: Ettore Scola (1998)
- Il cartaio, regie: Dario Argento (2003)

### Filme de televiziune
- Le donne di buon umore, regie: Giorgio De Lullo, transmis în 29 decembrie 1960.
- Tutto per bene, regie: Anton Giulio Majano.
- La freccia nera, regie: Anton Giulio Majano.
- La sostituzione, regie: Franco Brogi Taviani, film TV (1971)
- Canossa di Giorgio Prosperi, regia Silverio Blasi, transmis în 20/27 august 1974.
- Le terre del Sacramento, regie: Silverio Blasi.
- Bambole: scene di un delitto perfetto de Fabio Pittorru, regie: Alberto Negrin, transmis în perioada 9-23 noiembrie 1980.
- E le stelle stanno a guardare, regie: Anton Giulio Majano.
- L'impostore, regie: Antonio și Andrea Frazzi.
- Edda Gabler, cu Giuliana De Sio, regie: Gianni Amelio.
- Bambole, regie: Alberto Negrin.
- Caracatița 3 (La Piovra 3), regie: Luigi Perelli, transmis în aprilie 1987.
- Cinque storie inquietanti - episodul „Il treno delle cinque” (1987)
- Piccolo mondo antico, regie: Cinzia TH Torrini.
- La guerra è finita
- Maria Montessori - Una vita per i bambini
- Rebecca, la prima moglie, regie: Riccardo Milani.
- I segreti di Borgo Larici, regie: Alessandro Capone, transmis în 2013.

## Dublaj

### Filme de animație
- Pacha în The Emperor's New Groove[5]
- James P. Sullivan în Monsters, Inc.[6]
- James P. Sullivan în Mike's New Car[7]
- Bob Parr/Dl. Incredibil în The Incredibles[5]
- Sulley Car în Cars[5]
- Spiritul Vestului în Rango[8]

### Filme de cinema
- Frankie Dunn în Million Dollar Baby[9]
- Agamemnon în Troy
- Randle Patrick McMurphy în One Flew Over the Cuckoo's Nest
- Christof în The Truman Show
- Eric „Rick” Masters în To Live and Die in L.A.
- The Big Man în Dogville
- Alex DeLarge în A Clockwork Orange
- Bill în Kill Bill: Volume 1
- Bill în Kill Bill: Volume 2
- Dušan Gavrić în The Peacemaker
- Jonathan Lansdale în The Hand
- Allan Quatermain în The League of Extraordinary Gentlemen
- Mark Hunter în Beyond a Reasonable Doubt
- Ed Crane în The Man Who Wasn't There
- Lieutenant Riker în The Secret of the Sahara
- Sam Quint în Black Moon Rising
- Stephen Malley în Lions for Lambs
- Harman Sullivan în Charley Varrick
- Jack Sclavino în Live Free or Die Hard
- Harry Bailey în Getting Straight
- Veteran Gangster în Gangster No. 1
- Sam Lawson în Too Late the Hero
- Thomas Fowler în The Quiet American
- Joaquin Manero în The Morning After

## Legături externe
- Adalberto Maria Merli la Internet Movie Database
- Adalberto Maria Merli la Allmovie